# Kynurenin

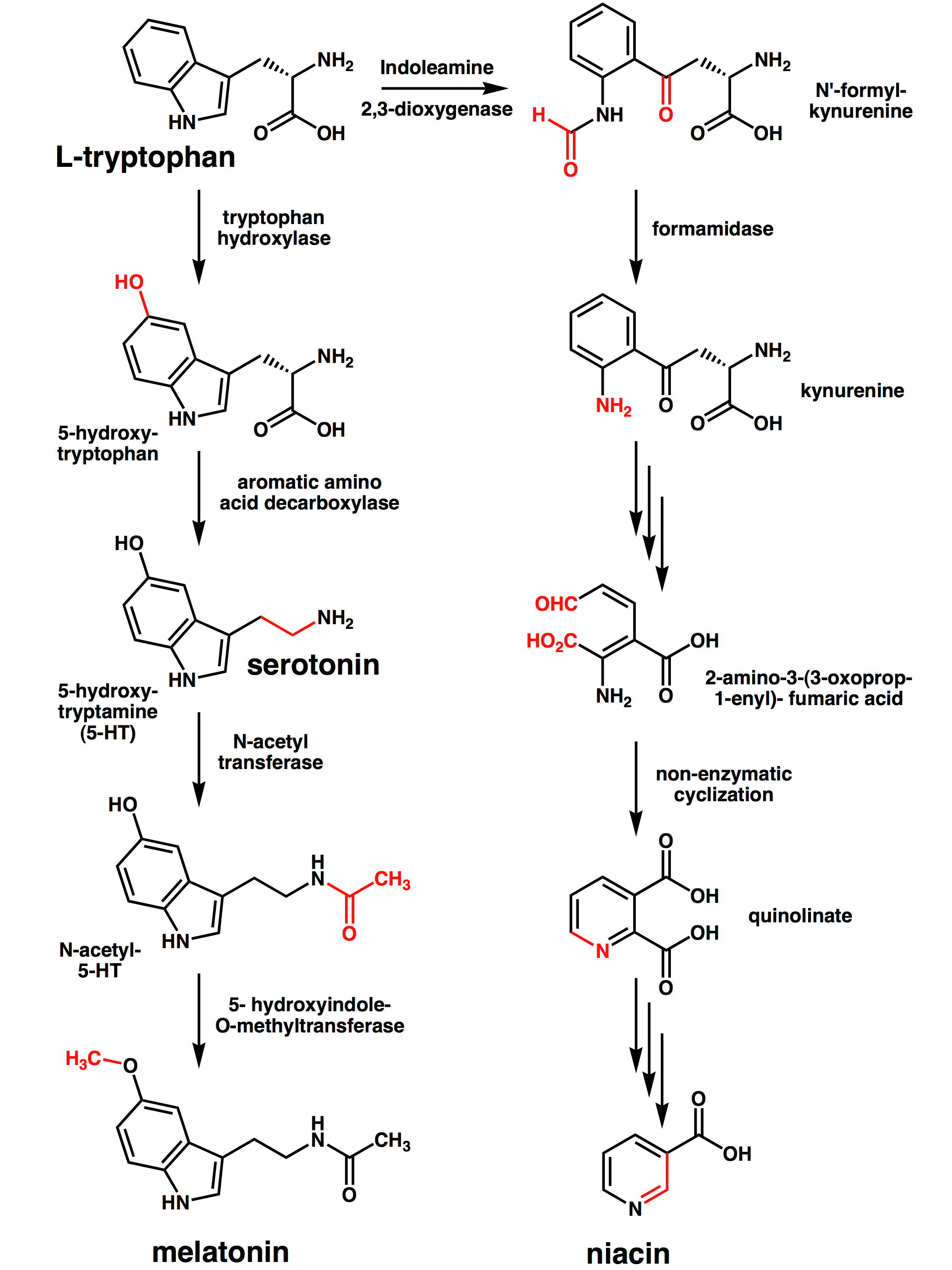
Omsättningen av tryptofan.

Kynurenin (C10H12N2O3) är en nedbrytningprodukt som bildas i kroppen genom enzymatisk förändring av tryptofan. Kynurenin är alltså en slaggprodukt vid bildningen och omsättningen av hormonerna serotonin och melatonin och vitaminet niacin. I sig själv är kynurenin overksamt men dess egna nedbrytningsprodukter är neurotoxiska, det vill säga skadliga för nervceller.

## Beskrivning
Kynurenin, som både kan bildas perifert i kroppen eller centralt i centrala nervsystemet, är neurotoxiskt genom att vara förstadium till quinolinsyra och 3-hydroxikynurenin, vilka bildar oxidativa radikaler och vilka fungerar som agonister till NMDA-receptorn. Detta sker av mikrogliaceller. Astrocyter kan å andra sidan bryta ner kynurenin till kynureninsyra som istället skyddar nervceller eftersom det fungerar som antagonist till NMDA-receptorn och nikotinreceptorn. Det finns också andra kända nedbrytningsprodukter av kynurenin som har hälsosamma effekter på nervcellerna. I sig är kynurenin overksamt. Hur kynurenin bryts ner beror på inre och yttre miljöfaktorer. Inflammation i kroppen ökar benägenheten att bilda skadliga ämnen av kynurenin. Vid depression förekommer en minskad mängd tryptofan relativt kynurenin, vilket tyder på en minskad bildning av serotonin och melatonin. Liknande förhållande ses också vid en rad andra sjukdomar, såväl psykiska som fysiska. Kynureninets nedbrytningsprodukter är involverade i utsöndringen av glutaminsyra och acetylkolin, varmed det är involverat i excitotoxicitet.
Detta har mynnat ut i hypotesen att kynureninomsättningen är involverad vid många sjukdomar, däribland ALS, schizofreni, multipel skleros, epilepsi, Parkinsons sjukdom, Alzheimers sjukdom, Huntingtons sjukdom, stroke, med mera, det vill säga framför allt neurodegenerativa sjukdomar och psykiska störningar.
Av kynurenin bildas bland annat kynurensyra. En tidig hypotes av Myint och Kim samt Müller och Schwarz var att vid depression ökar omsättningen av mikrogliaceller och att vid schizofreni var förhållandet omvänt. Senare studier har kommit fram till samma slutsats, att mängden kynurensyra är sänkt vid depression, men det råder fortfarande stor osäkerhet hur omsättningen egentligen ser ut vid olika sådana störningar, bland annat för att en del studier utförts på personer som redan blivit behandlade med läkemedel
De exakta mekanismerna bakom olika slags omsättning av kynurenin är inte förstådda, vilka nedbrytningsprodukter som bildas och hur de verkar. Fetma är en bidragande faktor till minskade nivåer tryptofan till förmån för kynurenin, samt möjligen är därmed också adipocytokiner och hormoner som bildas av fettvävnad bidragande faktorer. Det finns också ett samband med olika östrogener och progesteron och hur kynurenin omsätts. Studier har utförts med östron och p-piller. Djurförsök har visat att ketogen diet leder till högre nivåer kynurensyra i hjärnan.